# 웹 연동 온라인 게임
웹 연동 온라인 게임은 홈페이지에 로그인을 한 상태로, 홈페이지에서 들어가는 게임을 말한다. 그러나 브라우저 전용 게임과는 차이가 있다. 대표적인 게임이 열혈강호인데, 이들 게임은 대부분이 포털 사이트(넷마블, 엠게임, 한게임 등)를 통해서 제공이 되고 있다.
웹게임은 다운을 받지 않고 웹상에서 바로 게임을 할 수 있지만, 웹 연동 온라인 게임은 홈페이지에서 게임 프로그램을 다운 받은 뒤 설치를 해야 한다.

## 같이 보기
- 웹 게임
- 온라인 게임